# هلا، پنجاب
هلا (به انگلیسی: Halla) یک شهر در پاکستان است که در پنجاب واقع شده‌است.